# Волиця (Радехівська міська громада)
Воли́ця — село в Україні, у Шептицькому районі Львівської області. Населення становить 87 осіб.

## Історія
У 1563 році у присілку Волиця Радванецька вже мешкали 12 кметів котрі були звільнені від податків на 4 роки. Ці люди мали допомагати по кілька днів у рік на фільварку в Поздимирі. У 1675 році Радванці платили податок з 2 димів, а Воля Радванецька платила податок з 1 диму. Така ситуація була і наступного року. 

## Географія
На південно-східній стороні від села бере початок річка Пересика.